# Monte Mian
El monte Mian,conocido también por su nombre chino Mianshan, es una montaña con significado espiritual en China, ubicada en la ciudad de Mianshan a 20 kilómetros al sureste de la ciudad de Jiexiu, Jinzhong, en la provincia central de Shanxi, al norte de China. Su área escénica oficial se inauguró en el año 2000 y abarca 75 km² (29,0 mi²), con cerca de 400 atractivos agrupados en 14 zonas turísticas.

## Nombre
Se cree que el monte Mian recibe su nombre por la semejanza de su larga e ininterrumpida cresta similar a un largo trozo de algodón. Sin embargo, en chino antiguo, mián no se refería al algodón, sino al hilo de seda. Luego se utilizó por extensión para las ideas de "débil", "suave" y "velloso", antes de llegar a usarse en chino moderno como la palabra habitual para algodón.

## Geografía
El monte Mian es una de las ramas de las montañas Taihang al sur del río Fen. Su área escénica oficial cubre 75 km² (29,0 mi²), con cerca de 400 atractivos agrupados en 14 zonas turísticas. La cresta de la cadena montañosa se extiende por más de 100 mi (160 km). Su pico de mayor elevación alcanza 2440 metros (8005,2 pies).
La vegetación de la zona ha sido foco de estudio en la Universidad de Shanxi. Entre las características geográficas destacables se incluyen la roca Buddha Embrace, la cresta Tiesuo, la cueva de Yinkong y Mosta Dome.

## Historia
Al monte Mian se le atribuye generalmente ser el lugar de retiro donde Jie Zhitui y su madre fueron quemados vivos en un incendio forestal iniciado por su señor, el duque Wen del estado de Jin, en el siglo VII antes de Cristo. El remordimiento del duque Wen lo impulsó a erigir un templo en honor a Jie, con sacrificios financiados por tierras designadas en la población vecina de Mianshang. A mediados de la dinastía Han, los poblados alrededor de la Comandancia de Taiyuan trataba a Jie como una deidad tutelar y observaba un tabú en contra de encender fuego para la cocina durante cinco días alrededor de mediados del invierno. A mediados del siglo II En el año 1500 d. C., se celebró durante un mes entero esta tradición causando dificultades tanto a los jóvenes y ancianos hasta el punto de que Cao Cao y otros líderes comenzaron a intentar prohibir por completo el Festival de Comida Fría de Jie, a pesar de que en ese momento se había trasladado a Qingming a principios de la primavera. Los plebeyos continuaron ignorando estas disposiciones y venerando particularmente un grupo de árboles ennegrecidos, uno de los cuales parecía estar sostenido por los brazos de un hombre, donde se reportaron varios milagros. Un compromiso creado por el gobierno Wei del Norte fue restringir el festival al área que rodea el Monte Mian en 496 pero su popularidad fue tal que continuó extendiéndose hasta que fue observado por la mayor parte de China bajo los Sui y transformado en el Festival de Barrido de Tumbas bajo la Dinastía Tang y Song.
El monte Mian ha sido un importante sitio taoísta desde el período de primavera y otoño (siglos VIII-V) a. C. de la dinastía Zhou. El primer templo budista se erigió en la montaña bajo el imperio Wei del Norte y, a principios del período Tang, ya se había vuelto grande y poderoso. Durante el colapso de los Sui y el ascenso de los Tang, Li Shimin (más tarde "Emperador Taizong") derrotó a Song Jingang en el valle de Queshu, a los pies del monte Mian, lo que provocó la rendición de Yuchi Gong. Durante la dinastía Song del Sur, Li Wugong y Li Shi lucharon contra los soldados Jin en las cercanías. Durante el Yuan mongol, se repararon el templo de Yunfeng y otros templos ubicados en la montaña. Al final de la dinastía Ming, el gobernador militar de Taiyuan se retiró al monte Mian dirigió su defensa finalmente infructuosa de la zona.
Durante la Segunda Guerra Mundial, Zhang Dehan y Li Zhimin lideraron guerrillas comunistas contra los japoneses y los nacionalistas de la zona. Los japoneses tomaron represalias, dañando o destruyendo la mayoría de los templos en el monte en 1940.

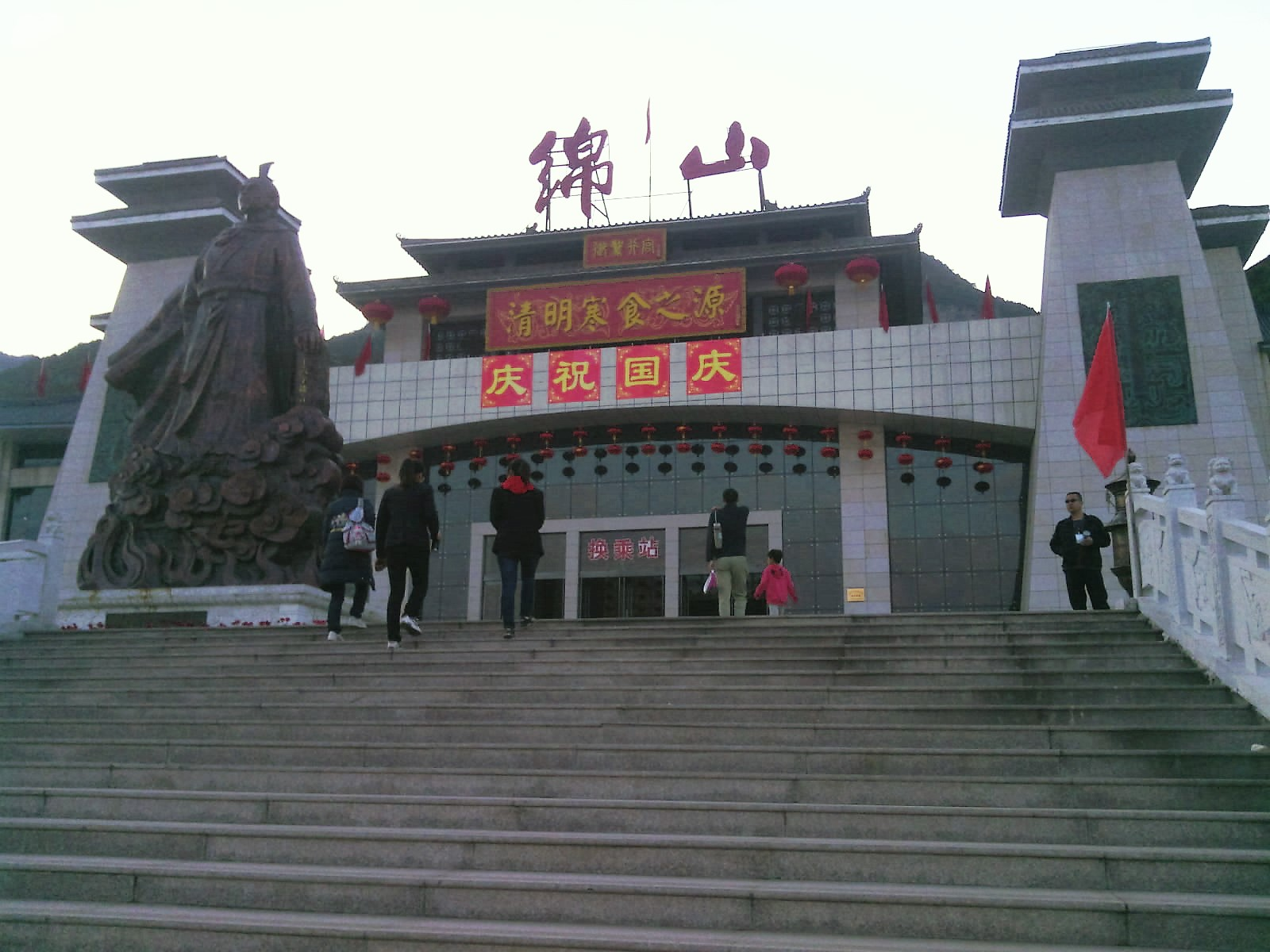
Entrada al Área Escénica Monte de Mian

La montaña ha sido utilizada como lugar de veraneo desde la época imperial. Desde 1995, la empresa Sanjia Coal and Chemical Company, ha gastado 600 millones RMB reparando la montaña y sus templos. Fue inaugurado de nuevo como espacio escénico público en el año 2000. Sigue siendo uno de los sitios taoístas más importantes de la China moderna. El segundo rito taoísta importante que tuvo lugar en China continental después de la victoria comunista en la guerra civil china —una Gran Ofrenda a Todo el Firmamento (t 羅天大醮, s 罗天大醮, Luótiān Dàjiào)— tuvo lugar en el Monte Mian en 2001.También fue uno de los sitios más importantes para las celebraciones en torno al aniversario del nacimiento de Lao-tze en marzo de 2003. La Administración Nacional de Turismo de China nombró al Monte Mian como atracción turística con calificación AAAAA en 2013. Sin embargo, un estudio realizado por investigadores de la Universidad de Shanxi ese mismo año concluyó que las rutas a través del área escénica seguían estando insuficientemente interconectadas entre sí y deberían optimizarse aún más para aumentar la capacidad del complejo turístico. 

## Áreas

### Templo de la cabeza del dragón

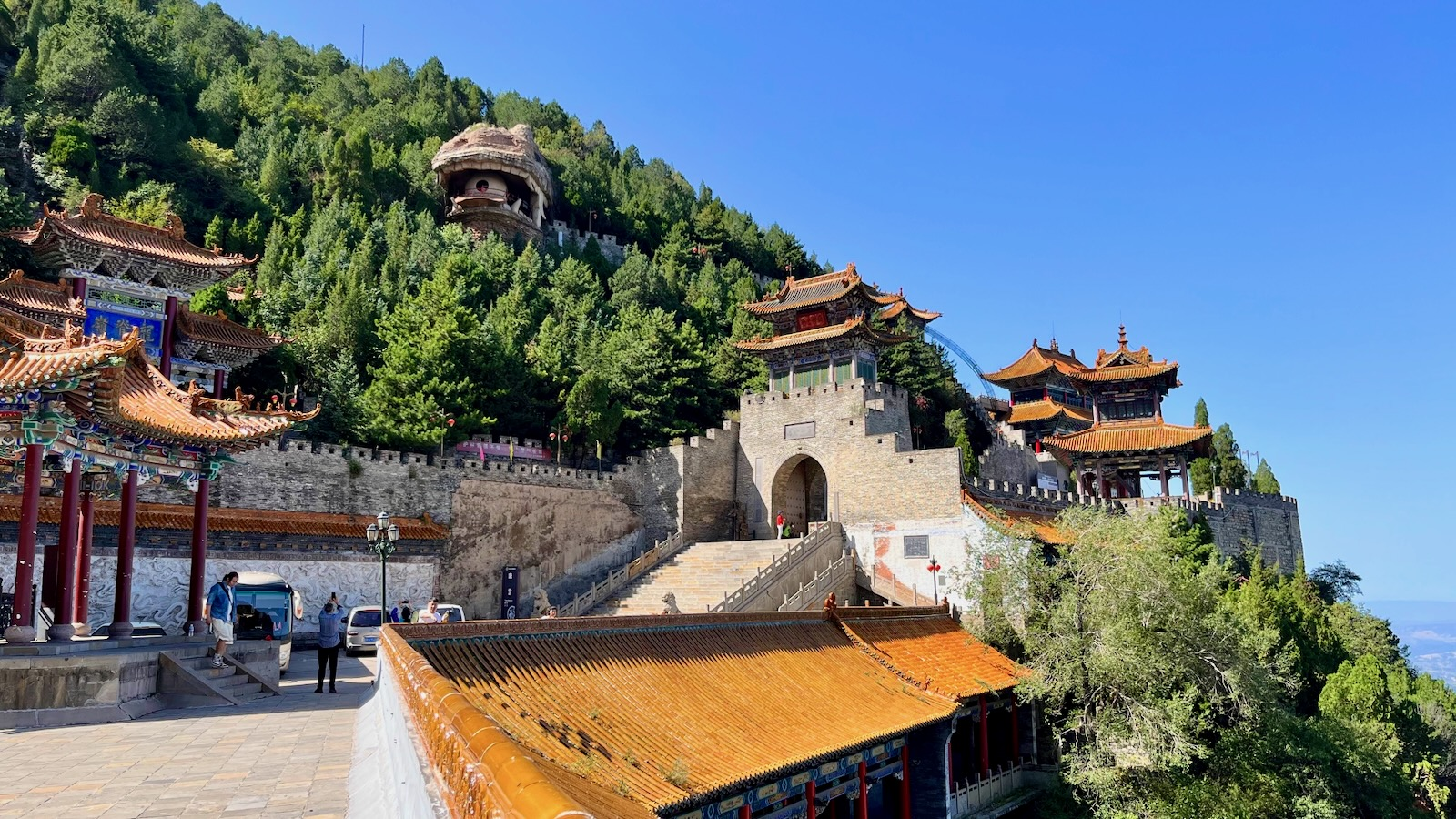
Templo de la Cabeza de Dragón de Mianshan con una cabeza de dragón que sale de los árboles con una bola de cristal en su montaña.

Esta área incluye más de 20 sitios, incluido el Templo de la Cabeza de Dragón y los Arcos de Piedra de Longmen. Se cree que el Templo de la Cabeza del Dragón toma su nombre por un par de dragones que se le aparecieron a Li Shimin ("Emperador Taizong" de la dinastía Tang ) durante una visita que hiciera a la montaña.

### Pico de la cresta del dragón
El área del pico Dragon Ridge incluye una estatua de Jie Zhitui junto con su madre, un cuartel Tang y un parque con inscripciones en piedra sobre salud pública. La cresta recibe su nombre por su apariencia, su parecido a dos dragones que se entrecruzan.

### Cinco huellas de dragones
Las Huellas de los Cinco Dragones o Wulongchan son cinco barrancos que en la creencia local fueron formados por los cuerpos de cinco dragones que visitaron el Monte Mian para escuchar un sermón del Buda Tang Tian Zhichao. El Templo Zhengguo tiene tres salas que conservan los restos bien conservados de 12 monjes de las dinastías Tang, Song y Yuan. Otros sitios en los valles son la Academia Shangfang, el Pino de los Cinco Dragones, la Terraza Lingyin y el Tongtian Yunqu ("Vía de las Nubes que Conduce al Cielo").

### Valle de Guteng
El Valle de Guteng o Valle de la Vid Antigua, también conocido como el Barranco del Arroyo, incluye el camino que conduce a la cima del Monte Mian. Tiene una abundante vida silvestre, incluidos faisanes y ardillas, y diversas hierbas medicinales, arbustos y flores silvestres. Se destaca especialmente por sus abundantes e inusuales vides, que se entrelazan con los árboles antiguos del valle y dan sombra a sus tallas de piedra medievales.

### Cresta del Señor Jie
La cresta del Señor Jie es el lugar donde ocurriría la inmolación de Jie Zhitui por orden de su amigo íntimo, el duque Chong'er de Jin alrededor del año 636 a. C. Llegó a ser venerado como un inmortal taoísta, y su templo y tumba han sido lugares de peregrinación desde su fallecimiento. En el siglo VI d. C., un bosque de árboles carbonizados también resultaron ser una gran atracción, y se registraron algunos milagros. El Santuario del Señor Jie o Pabellón del Divino Jie (t 介神閣,s 介神阁, Jièshéngé ) es el templo en gruta más extenso de China, con dos columnas elipsoidales que sostienen una cueva de 22 metros de alto, 40 metros de ancho y 25 metros de profundidad. Su altar está frente a un templo de 11 metros (36,1 pies) Ídolo de Jie Zhitui, con ídolos más pequeños de su madre y Xie Zhang a cada lado. Su leyenda se cuenta en docenas de relieves en las columnas y paredes de la cueva.
La Cresta Cypress, también conocida como Baishu Ridge, cubre un territorio de aproximadamente2 km² (0,8 mi²), cubierto de pintorescos ciprés e incluyendo la tumba construida para Jie Zhitui por el duque Chong'er de Jin. Se accede por un camino que incluye 2000 escalones de piedra. Entre los árboles individualmente notables se incluyen el ciprés Qin, uno de los más grandes de China; el ciprés madre e hijo, considerado como representante de Jie y su madre; y el ciprés en forma de dragón, cuyas raíces se extienden por el acantilado. También se encuentran tumbas Yuan, Ming y Qing dispersas por la zona.
El Bosque de Estelas incluye diversas formas de caligrafía china por unas 100 personas, entre ellas el emperador Li Shimin, los generales Zhang Liang y Wei Zheng, y los eruditos Guo Tai y He Zhizhang. Varias de estas inscripciones cuentan las leyendas que circundan la montaña, en particular las historias de Jie Zhuitui.

### Acantilado de la monja Lee
Es un área que lleva el nombre de la princesa Changzhao, una de las hermanas de Li Shimin que se convirtió en monja después de experimentar una visión de Buda mientras ella visitaba la montaña con el emperador en la primavera del año 100 d. C. 641. El emperador construyó un templo a su nombre de ella, y la zona todavía está decorada con esculturas de la era Tang, así como con ciprés y pinos nativos.

### Cañón Qixian

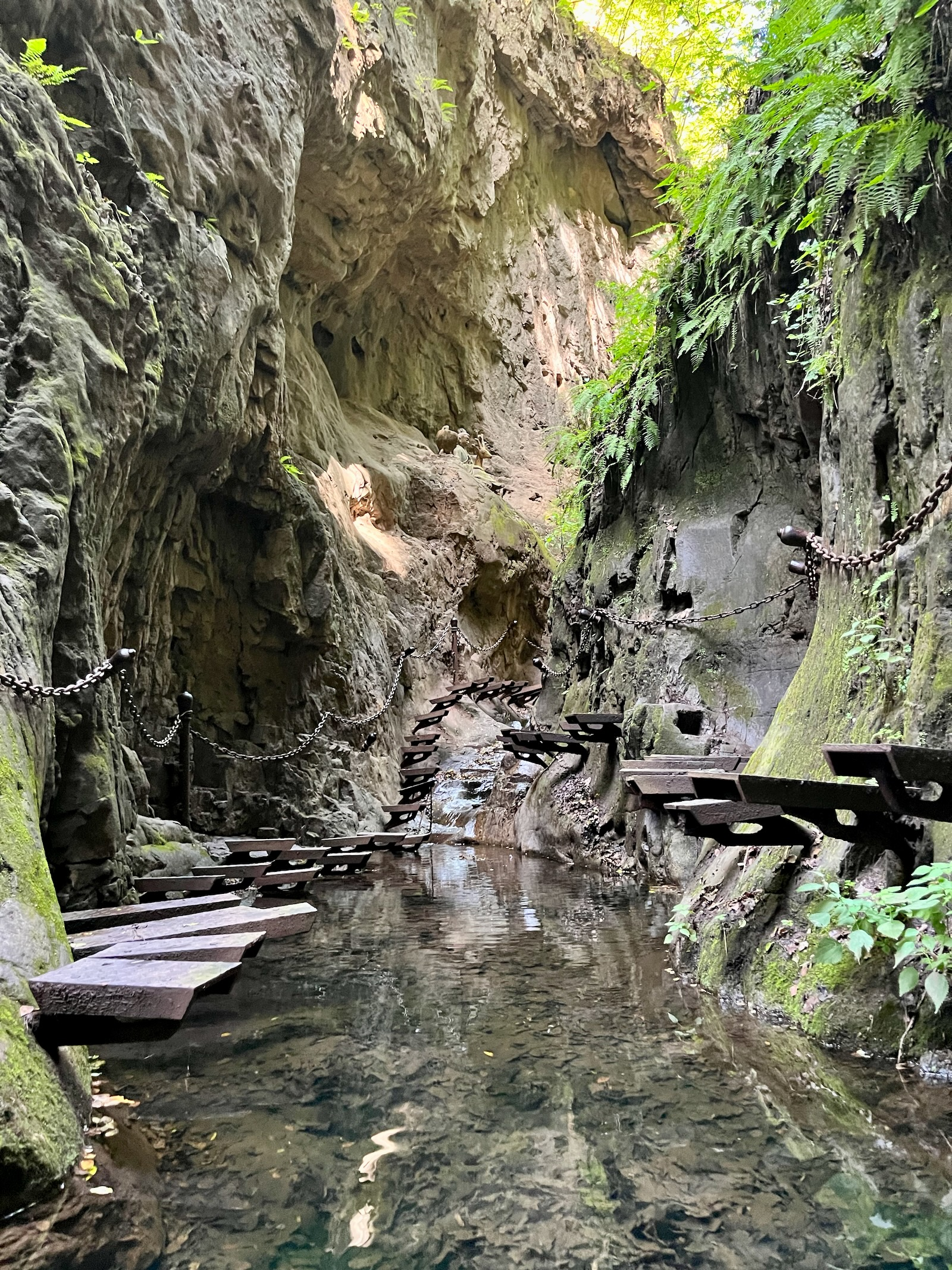
Ruta de senderismo por el cañón Qixian

El Cañón Qixian ("Cañón de los Sabios") es un barranco sinuoso y ondulado atravesado por senderos, puentes colgantes y escaleras de estilo antiguo. Además de las montañas y el follaje, la zona está ampliamente decorada con inscripciones en piedra, rocas únicas, manantiales y cascadas.

### Manantial de Shengru
El manantial, también conocido como Manantial del Pecho Sagrado o Manantial del Pecho de Piedra, fluye a través de docenas de piedras redondeadas cubiertas de musgo antes de caer en catarata 100 m a un estanque de 180 metros (590,6 pies) de ancho. Durante la era Kangxi (siglos XVII-XVIII), el escritor local Liang Xiheng comparó los sonidos de las gotas de agua con las notas tocadas por una cítara china. Otros sitios cercanos incluyen la Puerta Wangfeng; el Pabellón de los Tres Emperadores; el Salón de la Santa Madre; y los Templos de los Cuatro Dragones, las Cinco Montañas Sagradas, la diosa del agua fujianesa Mazu y los cinco dragones que rinden homenaje a su madre.

### Barranco de Shuitao
El Shuitao o barranco ondulante de agua incluye el paisaje natural más pintoresco del monte Mian, con 10 millas (16,1 km) de camino que atraviesa por espesos bosques y varias docenas de cascadas.

### Puente del cielo
El puente del cielo es un camino de tablones de más de 300 metros (328,1 yd) de largo con menos de 1 metro (3,3 pies) de ancho, suspendido a 200 m (656,2 pies) por debajo de la cresta de la montaña pero 300 m (984,3 pies) por encima del fondo del valle. A veces se acumulan niebla y nubes por debajo, creando una escena celestial de ahí su nombre. Fue construido para facilitar el andar de los peregrinajes. Es el puente cubierto de estilo Zhandaoshi, suspendido sobre postes rocosos, más largo de China.
Otros sitios cercanos son el Puente del Conejo; un ciprés cuya forma hace que se lo conozca como el Dragón Wangbai; y fortalezas medievales alrededor de la aldea Shile y el Palacio Dongshen. Este último es un templo taoísta construido por Li Shimin de la dinastía Tang en honor a Lao-Tse.

### Templo del Cielo que Todo lo Abarca
El Templo del Cielo que todo lo abarca, también conocido como Palacio Daluo (t 大羅宮, s 大罗宫, Dàluó Gōng), es el más grande de la montaña. Alcanzó su tamaño actual de 13 pisos durante los trabajos de restauración ordenados por el emperador Xuanzong de Tang en el año 732 d. C. El Palacio está tallado directamente en el acantilado y cuenta con un moderno ascensor.
Es un importante templo taoísta, a veces comparado con el Palacio Potala de Lhasa. Tiene una inscripción en piedra del Tao Te Ch'ing de Lao-Tze y otra del Sutra del diamante budista ubicado en su Convento Baiyun. Se cree que su biblioteca alberga el mayor repositorio de sutras de China.

### Primavera de Yidou
El manantial Yidou es un manantial de agua dulce que se cree que tiene la forma del carácter 斗. Un mito local relata que en la antigüedad el monte Mian sufrió una sequía y quedó estéril y desolada. El Señor Primordial del Cielo vio esto y mojó su pincel en el Mar de China Oriental, luego lo extendió a lo largo de la montaña. La tierra revivió y creció un frondoso bosque, y las caídas más grandes se convirtieron en varios manantiales alrededor de la montaña, incluido Yidou. El dios es honrado por este regalo en el Palacio Dongzhen, construido dentro de una cueva natural cerca del manantial. Esculturas colgantes decoran la cueva con escenas de la comprensión taoísta de la historia del universo. Otros sitios en el área incluyen Elephant Trunk Hill, la Cresta del Venado y las rocas Gushan y Mountain-Fixing.

### Templo Yunfeng
El Templo Yunfeng (云峰寺, Yúnfēng Sì ), también conocido como Templo Baofu, está ubicado en la cueva natural más grande de la montaña dentro de la Roca Baofu. Fue construido por primera vez durante el período de los Tres Reinos (siglo III),remodelado por Li Shimin, y ahora contiene más de 200 habitaciones. Está dedicado al buda Tang Tian Zhichao bajo su título de "Rey de la Inmaterialidad". Su momia, sepultada en arcilla, se encuentra en el centro del salón principal del templo. Otros tesoros del templo incluyen la Tabla Kaiyuan, un pareado de Fushan y una placa otorgada por el Emperador Guangxu de la dinastía Qing.

### Valle de Zhujia'ao
El Palacio Dongxuan es un templo dedicado al Señor de Lingbao. El resto del valle de Zhujia'ao está asociado principalmente con leyendas locales sobre la familia del emperador Hongwu, fundador de la dinastía Ming de China. Es la creencia que su padre Zhu Wusi había venido una vez a los templos del valle para adorar a Buda y a los otros dioses y regresó para colmarlo de favores una vez que su hijo ascendió al trono. Aunque Zhu había muerto antes de la entronización de su hijo, los emperadores Ming posteriores visitaron el Monte Mian para ofrecer sacrificios y restaurar templos antiguos.
La carretera principal del monte Mian ahora se extiende hasta la mitad del camino hacia la cima. Los caminos hacia cada zona principal están conectados por rutas de autobús.

## Eventos
Los templos tienen una celebración anual durante el Festival de Comida Fría en honor a Jie Zhitui durante los tres días que dura el Festival de Barrido de Tumbas. Los taoístas de la zona también continúan realizando la Gran Ofrenda al Firmamento el día 28 del cuarto mes del calendario lunar chino.